# Mas Margall (Siurana)
El Mas Margall és una masia de Siurana (Alt Empordà) inclosa a l'Inventari del Patrimoni Arquitectònic de Catalunya.

## Descripció
Masia aïllada situada al carrer de Baix. Aquesta construcció ha estat restaurada recentment fet que ha fet desaparèixer molts elements originals. Destaquen de la construcció dos paredats diferents, un amb pedra i l'altre amb maó. Les obertures són en arc de mig punt pràcticament en la seva totalitat. Cal destacar la coberta en dos alçats diferents. Una de les façanes té un porxo amb arcs rebaixats.